# Marija Tolj
Marija Tolj (Orebić, 29. studenog 1999.), hrvatska bacačica diska i kugle, europska prvakinja do 23 godine i dvostruka pobjednica Europskog bacačkog kupa.
Nakon pobjede na školskom natjecanju u bacanju kuglu u Splitu, s četrnaest se godina preselila u Zagreb i počela trenirati kod glasovitog Ivana Ivančića.
Na svom prvom nastupu na zagrebačkom Hanžeku početkom rujna 2019. osvojila je treće mjesto (62,57 m), a slavila je Sandra Perković.
Osvojila je zlato u bacanju diska na Mediteranskim igrama 2022. godine u Oranu s hicem 64,71 metar što je trenutno njezin osobni rekord.
Ima dva starija brata. Majka Tatjana bila je rukometašica.